# BHT-1

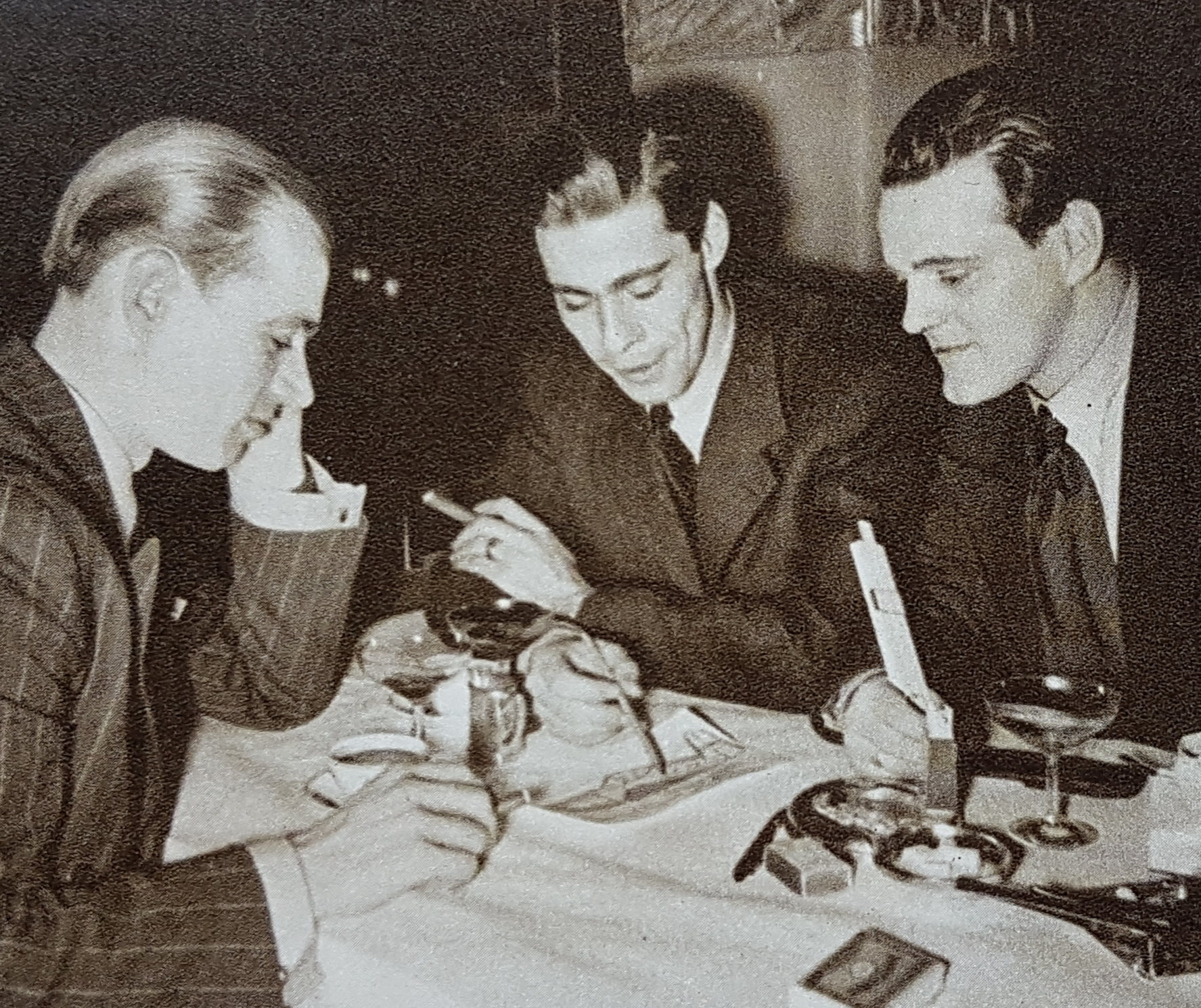
Erik Bratt Karl-Erik Hilfing och Björn Törnblom på Bacchi Wapen 1943.

Skandinaviska Aero BHT-1 (Beauty) är ett svenskt flygplan konstruerat som en driftbillig flygmålsdragare. 
Första utkastet till BHT-1 kom till på baksidan av en matsedel på Bacchi Wapen 7 maj 1943. Ingenjörerna Erik Bratt, Karl-Erik Hilfing och Björn Törnblom diskuterade hur man kunde få tillgång till flygplan då landet var avspärrat under andra världskriget.
Törnblom, som var lärare vid Stockholms tekniska institut, samlade de bästa av sina elever till konstruktionskontoret. Av de tre konstruktörerna var det bara Törnblom som tidigare arbetat med flygplanskonstruktioner. Han var med i den konstruktionsgrupp som skapade FFVS J 22, han tog hand om belastningsberäkningar och konstruktion av vingar, fena och roder. Hilfing svarade för flygplanskroppen och huven medan Bratt arbetade med motorinstallationen, propeller, och landstället. I maj 1944 var konstruktionsarbetet klart med 4 000 ritningar och 2 500 belastningsberäkningar.

## Flygplanet
Flygplanstypen är av en lågvingad monoplans typ där flygplanskroppen är uppbyggd av ett fanérskal på furustringers med en duralplåt under förarutrymmet, som skulle skydda föraren vid en eventuell buklandning. Vingen byggdes upp runt två furubalkar som kläddes med fanér, man använde sig av en standard NACA-profil med ökad välvning ut mot vingspetsen. Landstället är den vanliga typen med två huvudhjul framtill och ett fullt svängbart sporrhjul under fenan. Huvudstället kan fällas in och samtidigt som det fälls upp bakåt vrids hjulen 90 grader för att spara utrymme i vingen. Motorn är fäst i flygkroppen via ett motorfundament av duralbalkar. Som typgransksare utsåg Luftfartsinspektionen Henry Kjellson.

## Individen SE-ANX
Interrimregistrering 1944-11-25 Skandinaviska Aero AB, Norrtälje
1945-09-06 Skandinaviska Aero AB, Norrtälje (ffg 1944-12-16)
1949-06-15 Duells Aero AB, Göteborg
Avreg 1950-07-06 Sålt till Norge, reg LN-JHC 1950-07-12, baserat Bromma, deltog i Daily Express South Coast Race 1950-09, placerade sig på 43:e plats.
Lu 1951-05-24, avregistrerad ur norskt register 1973-05-10, överfört till Sverige för modifiering/restaurering 1977.
1990-09-04 I Ehrenström, Österskär (EAA 787) under restaurering (köpt 1977-04-25)
Fu 2001-06-05 N I Ehrenström, Österskär
Haveri 2002-05-26 Barkarby, groundloop
2009-12-13 Provflugen på nytt efter reparation, Håtuna
2010 K W Ahlberg, Lidingö (köpt 2010-02-06
2011-06-03 Donerad till Svensk Flyghistorisk Förening
2011-08-30 registrerad på Svensk Flyghistorisk Förening
2012 Beslut i SFF styrelse att flygplanet ej skall flygas, men utställt på museum. Samtliga konstruktionsritningar och beskrivningar finns i SFF arkiv. Flygplanet finns utställt på Aeroseum, Göteborg.